# Beatrice Rana
Beatrice Rana (22 de enero de 1993) es una pianista italiana.

## Primeros años
Nacida en Copertino, Rana comenzó a estudiar piano a la edad de 4 años e hizo su debut orquestal a los 9, interpretando el Concierto para clave en fa menor de Bach dirigido por Francesco Libetta. Estudió con Benedetto Lupo en el Conservatorio de Música Nino Rota en Monopoli y con Arie Vardi en la Hochschule für Musik, Theatre und Medien Hannover en Hanover, Alemania.

## Trayectoria
Rana ganó el primer premio y premios especiales del jurado en el Concurso Internacional de Piano de Montreal de 2011 y la medalla de plata en el Concurso Internacional de Piano Van Cliburn de 2013.
Rana tiene un contrato de exclusividad con Warner Classics. En 2018 fue nominada a los Classic Brit Awards en la categoría "Mejor Artista Femenina del Año" por su grabación de las Variaciones Goldberg de Bach Esta interpretación de las Variaciones Goldberg de Johann Sebastian Bach marca un hito importante en su carrera. De hecho, la grabación es elogiada por la crítica de todo el mundo y ahora es una referencia.
En octubre de 2018, Rana hizo su debut en Ámsterdam con la Royal Concertgebouw Orchestra. Los días 24 y 25 de septiembre de 2020 interpretó el primer concierto para piano de Chaikovski con la misma orquesta.
El 12 de marzo de 2019, Rana hizo su debut en el Carnegie Hall, interpretando los Doce estudios, op. 25 de Chopin, con excelentes críticas. Regresó el 7 de junio de 2019 para tocar el Concierto para piano n.º 3 de Prokófiev con la Orquesta de Filadelfia. Regresó nuevamente el 17 de octubre de 2019, interpretando los conciertos para teclado en re menor y fa menor de Bach.